# Crannog

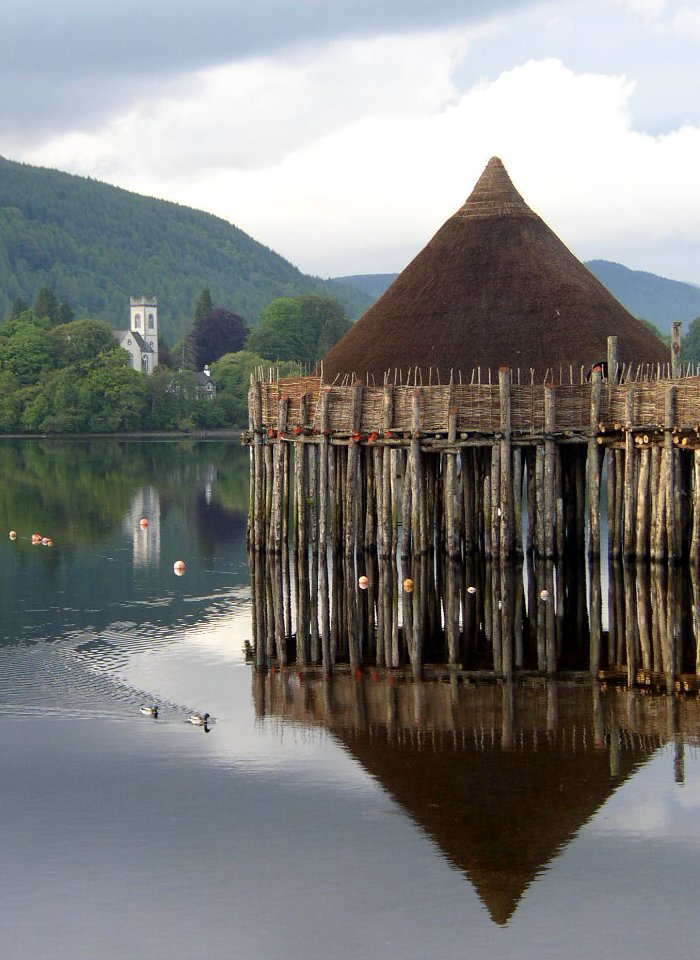
Crannog reconstruido en el lago Tay.

Un(a) crannog (en irlandés: crannóg; en gaélico escocés: crannag) es una isla fortificada, construida de forma parcial o totalmente artificial en tiempos prehistóricos en lagos, ríos y aguas estuarinas en Escocia, Gales e Irlanda.  El nombre también designa las plataformas de madera construidas en las aguas poco profundas de los lagos, principalmente durante el Neolítico y a menudo se usa, por metonimia, para designar las construcciones hechas sobre ellas. A diferencia de los sitios palafíticos prehistóricos de los Alpes que se construyeron en las riberas y solo más tarde se inundaron, los crannogs se construyeron sobre el agua, formando así islas artificiales. No son exclusivos de esos países, ya que se han descubierto viviendas similares en países escandinavos y en otros lugares de Europa. 
Los crannogs fueron utilizados como vivienda —presumiblemente de una sola unidad familiar— durante más de cinco milenios, desde el Neolítico Europeo hasta el siglo XVII/principios del XVIII,  aunque en Escocia actualmente no hay evidencias convincentes en el registro arqueológico de la Edad del Bronce Antigua y Media. Las primeras determinaciones de radiocarbono obtenidas de sitios clave como Oakbank en el Loch Tay y Redcastle, en el Beauly Firth, se acercan a la transición de la Edad del Bronce tardía y la Edad de Hierro Temprana. A lo largo  de su historia, los crannogs que se han conservado han tenido múltiples usos: haciendas de granjeros, símbolo de riqueza, refugio en tiempos adversos, puestos de caza y pesca e incluso residencias vacacionales.
Los crannogs se han realizado de diversas maneras como estructuras de madera independientes, como en Loch Tay, aunque con mayor frecuencia existen como montículos de maleza, piedra o madera que pueden estar revestidos con pilonas de madera hincadas en el lecho lacustre. Sin embargo, en áreas como las Hébridas Exteriores de Escocia, la madera no estaba disponible desde el Neolítico en adelante. Como resultado, son comunes allí los crannogs hechos completamente en piedra seca. Hoy en día, los crannogs aparecen generalmente como pequeños islotes circulares, a menudo con diámetros de 10−30 m, cubiertas de densa vegetación debido a su inaccesibilidad al ganado.

## Etimología
La voz irlandesa moderna crannóg (adaptada al castellano como crannog) deriva del irlandés antiguo crannóc, que se refería a una estructura o embarcación de madera, cuya raíz crann significa «árbol», a la que se añade el sufijo diminutivo (-óc). Con este significado aparece hasta el siglo XII y perdura a lo largo de la Edad Media, cuando comienza a tener la acepción de isla (isle, ylle, inis, eilean, oileán). Sin embargo, este origen se discute si el término crannog se refería a la estructura que se erigía sobre la isla o a la isla propiamente. Otros significados que pudo recibir la voz crannóc son: estructura o pieza de madera, pinza de madera, nido del cuervo, púlpito, caja del cochero en un carruaje y embarcación, caja o cajón. En gaélico escocés crannag significa hoy día púlpito y mantequera. En inglés, sin embargo, el significado que ha adquirido crannog es el de isla artificial, que ha sido usada desde la Prehistoria hasta la Edad Media tardía en Irlanda y Escocia.

## Ubicaciones
Las crannoges son muy comunes en Irlanda, donde se han catalogado más de un millar de edificios. Son también muy habituales en Escocia, con al menos seiscientos lugares conocidos. Si bien atendiendo a las fuentes difiere su número pues consideran distintas definiciones de crannog. Es muy probable que haya muchos más, todavía por descubrir, y que queden ocultas bajo el agua, o los carrizos u otros hábitats de humedales alrededor de orillas y bordes de los lagos.
Las mayores concentraciones de crannoges en Irlanda se encuentran en Drumlin Belt, el Norte, el Noroeste. La mayor concentración de crannoges en Escocia están en varios lagos en las regiones de Argyll y de Dumfries y Galloway, aunque se han encontrado muchos también en las Tierras Altas de Escocia. En las Tierras Altas grampianas, se construyó una crannog bien conocido por los Burnetts de Leys, cuya familia luego se trasladó y construyó el cercano castillo de Crathes en el siglo XVI. Si bien en las Hébridas Occidentales se encuentran el mayor número de edificios que denominan fortalezas-islas o viviendas-islas (calco del galélico-inglés island dun; dun significa en gaélico fortaleza). Por último en Gales debido posiblemente a la influencia irlandesa tenemos un ejemplo en el lago Llagorse.

## Tipos decrannoges
Las crannoges poseen muchos tipos de formas y usan distintos materiales de construcción atendiendo a las fuentes disponibles en la zona en las que se erigieron. No hay por tanto un solo tipo de crannog.
La forma típica y más extendida es el llamado crannog prehistórico cuya ilustraciones podemos ver ya en publicaciones posteriores a la Edad Media. y que fueron influenciadas por las excavaciones acontecidas en lago Milton (Escocia) dirigidas por C.M. Pigot después de la Segunda Guerra Mundial.
En estas excavaciones se pudo descubrir una crannog que se ubicaba en un pequeño islote rodeado o limitado por unas pilastras de madera al cual se accedía mediante una pasarela del mismo material y sobre este islote se erigía un edificio circular habitual en la Edad de Hierro. La elección de construir una vivienda en un islote podría parecer extraña en la actualidad pero que era útil para sus moradores debido a que cercanía de los canales de comunicación fluviales y lacustres de la época hasta bien entrado el siglo XIX en Irlanda y Tierras Altas escocesas.
El uso tradicional que los estudiosos le han dado desde la Prehistoria ha sido como granero o granja. Sin embargo dicha utilidad ha sido extendida hacia otras interpretaciones: lugar de refugio o huida debido a su difícil o restringido acceso así como al estar localizado en un lugar aislado implicaba un sentido de propiedad de las tierras circundantes. Por último, la crannog proporcionaba una ostentación social como propiedad.
Si el uso de la madera como material entrara dentro de la definición de estos edificios, las construcciones halladas en las Hébridas Occidentales pondrían en discusión aquello. Esta restricción en la definición ha sido causa de latos debates a lo largo de los años y conllevó a la exclusión de las construcciones de las Hébridas Occidentales en la mayoría de las publicaciones debido al uso de la piedra en su erección. Sin embargo, posteriormente, y tras ahondar en el estudio de estos edificios han derivado a la inclusión de todas ellas en la definición de crannog.